# SKT PŁazik
PŁazik – organizacja studencka, działająca przy Politechnice Łódzkiej, założona w styczniu 1967 roku przez studentów tejże uczelni. Promuje aktywne spędzanie czasu, przede wszystkim piesze wycieczki górskie, narty śniegowe i wodne oraz wakeboard. Zrzesza licealistów, studentów łódzkich szkół wyższych oraz ich abiturientów.
Jest głównym organizatorem Ogólnopolskiego Studenckiego Przeglądu Piosenki Turystycznej YAPA, Rajdu Politechniki Łódzkiej „JURA”, współorganizatorem łódzkich edycji koncertów „W górach jest wszystko co kocham”.
Zebrania klubu od początku istnienia odbywają się we wtorki, o godzinie 20.00 w Łodzi, w budynku Społecznego Domu Studenta przy alei Politechniki 3a.